# Mathias Tantau
Mathias Tantau, né le 10 septembre 1882 à Uetersen et mort le 26 juin 1953 au même endroit, est un rosiériste allemand.

## Biographie
Mathias Tantau est le fils d'un paysan d'Uetersen dans le Schleswig-Holstein. Il entreprend des études de jardinier-botaniste et passe un an en apprentissage à l'école-roseraie de Peter Lambert à Trèves, puis il travaille en apprentissage en France et en Suisse.
Il retourne ensuite à Uetersen et installe, sur un terrain laissé par son père, une jardinerie en 1906. Son but principal est de participer à la création de roseraies et d'obtenir de nouveaux cultivars de rosiers. Sa production annuelle atteint le chiffre de 250 000 plants de roses vendus en 1914. Sa société Rosen Tantau atteint désormais une réputation au-delà des frontières et il obtient un grand succès après-guerre avec Stadtrat Meyn et Schöne von Holstein (1919), ou Rotelfe (1922).
Uetersen est ravagée le 10 août 1925 par une catastrophe naturelle, une tornade de force 3 qui détruit la roseraie locale, la roseraie-Empereur-Guillaume, et une grande partie de la ville. Tantau est proche de la ruine, mais avec courage, il parvient à redresser la situation, à participer au projet de la nouvelle roseraie d'Uetersen, et à créer de nouvelles roses qui remportent un grand succès, comme Johanneszauber, Professor Gnau ou Tantaus Überraschung.
Il crée avant de mourir un grand classique, Schweizer Gruß (connue aussi comme Red Favorit), en 1953. Son fils, Mathias Tantau junior, avait déjà pris la succession de son père en 1948.

## Quelques roses renommées de Tantau

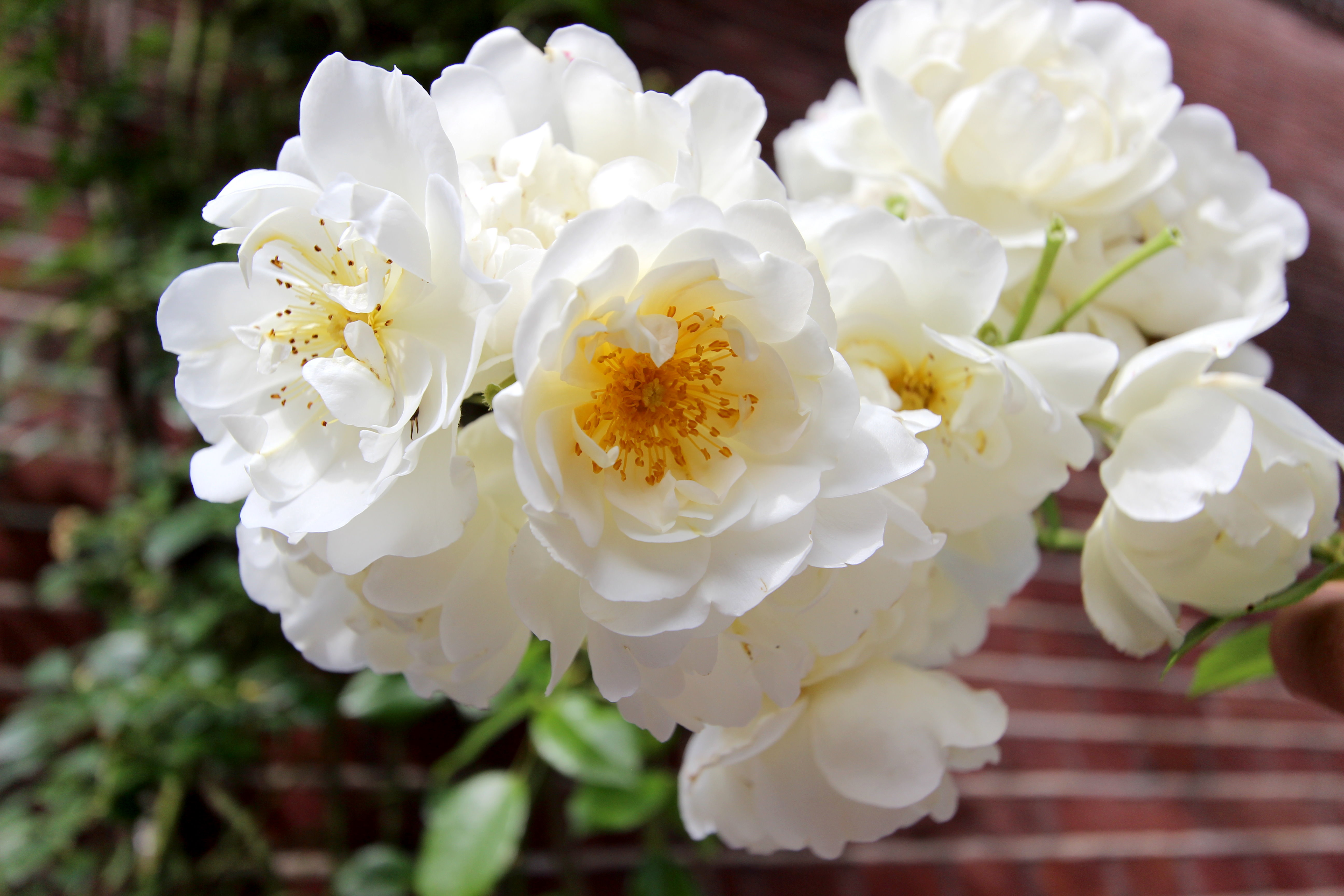
Rose Direktor Bentschop.

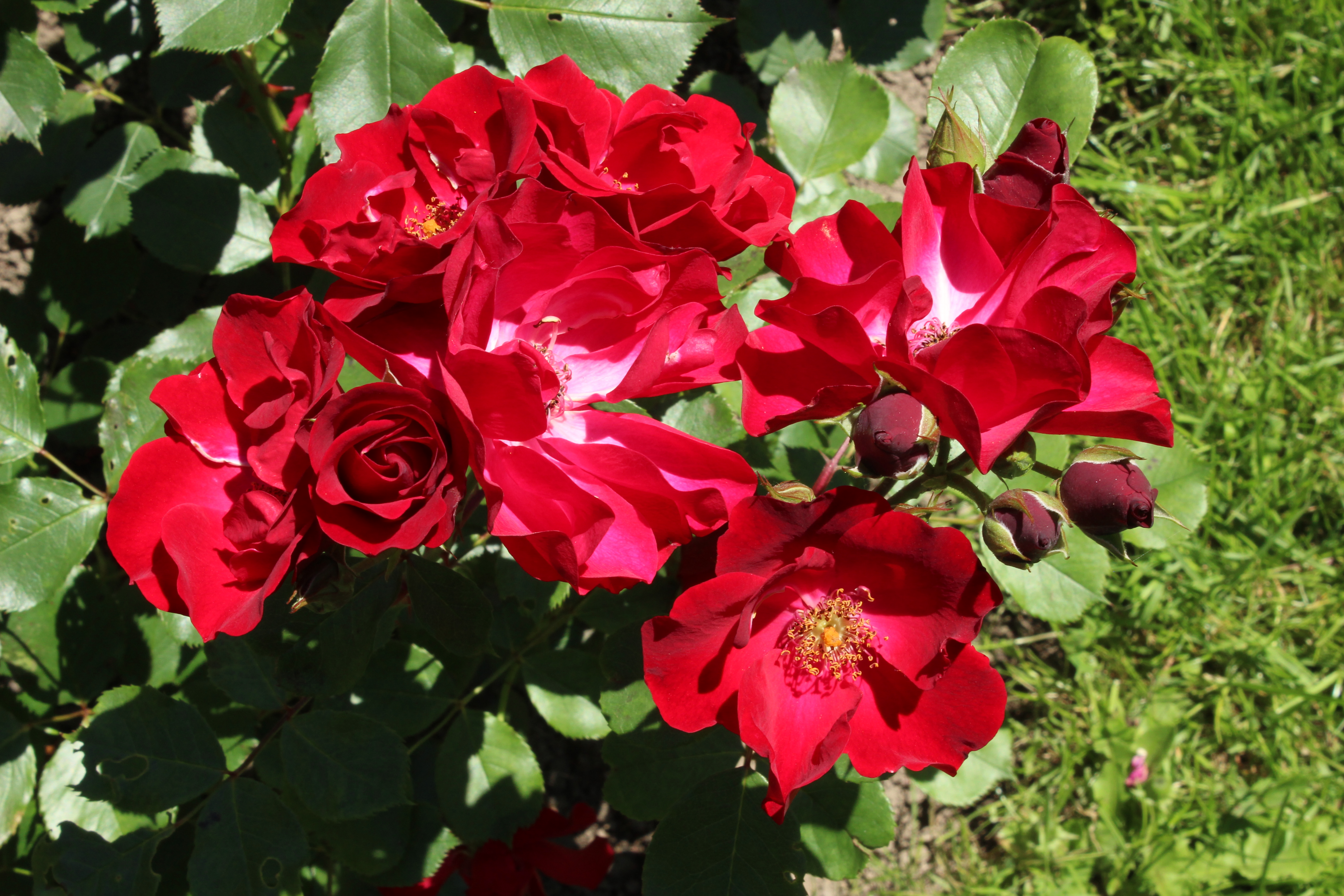
Rose Käthe Duvigneau.

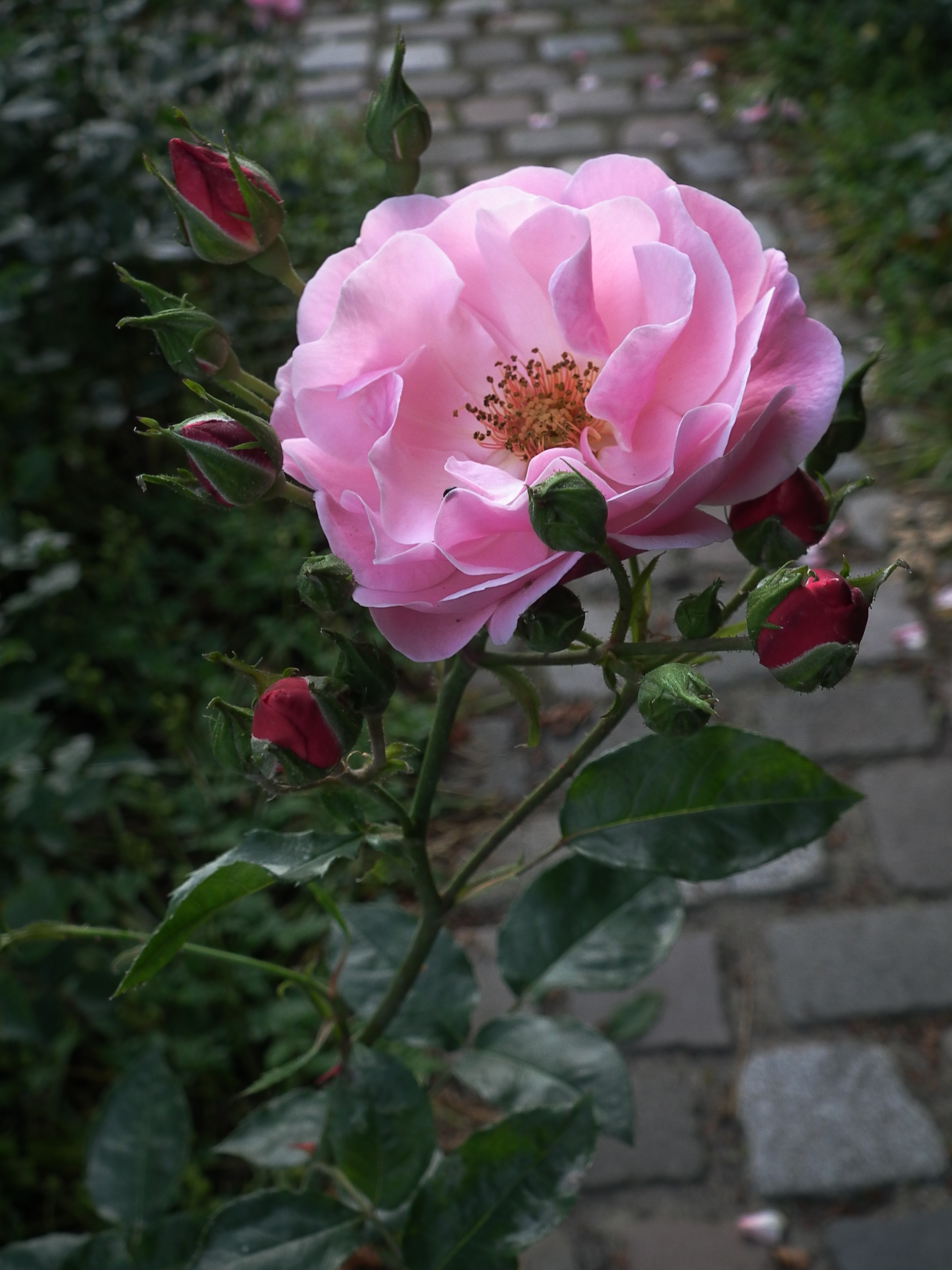
Rose Märchenland.

- Stadtrat Meyn (de) 1919
- Schöne von Holstein 1919
- Rotelfe 1922
- Johannsizauber 1926
- Professor Gnau 1928
- Johanna Tantau 1930
- Johanna Röpke 1931
- Heros (de) 1934
- Euterpe 1937
- Direktor Bentschop 1939
- Uetersen (de) 1939
- Karl Weinhausen 1942
- Käthe Duvigneau 1942
- Tantaus Überraschung 1943
- Silberlachs 1944
- Märchenland 1946
- Fanal 1946
- Schweizer Gruß 1953